# Piezoelectricitate

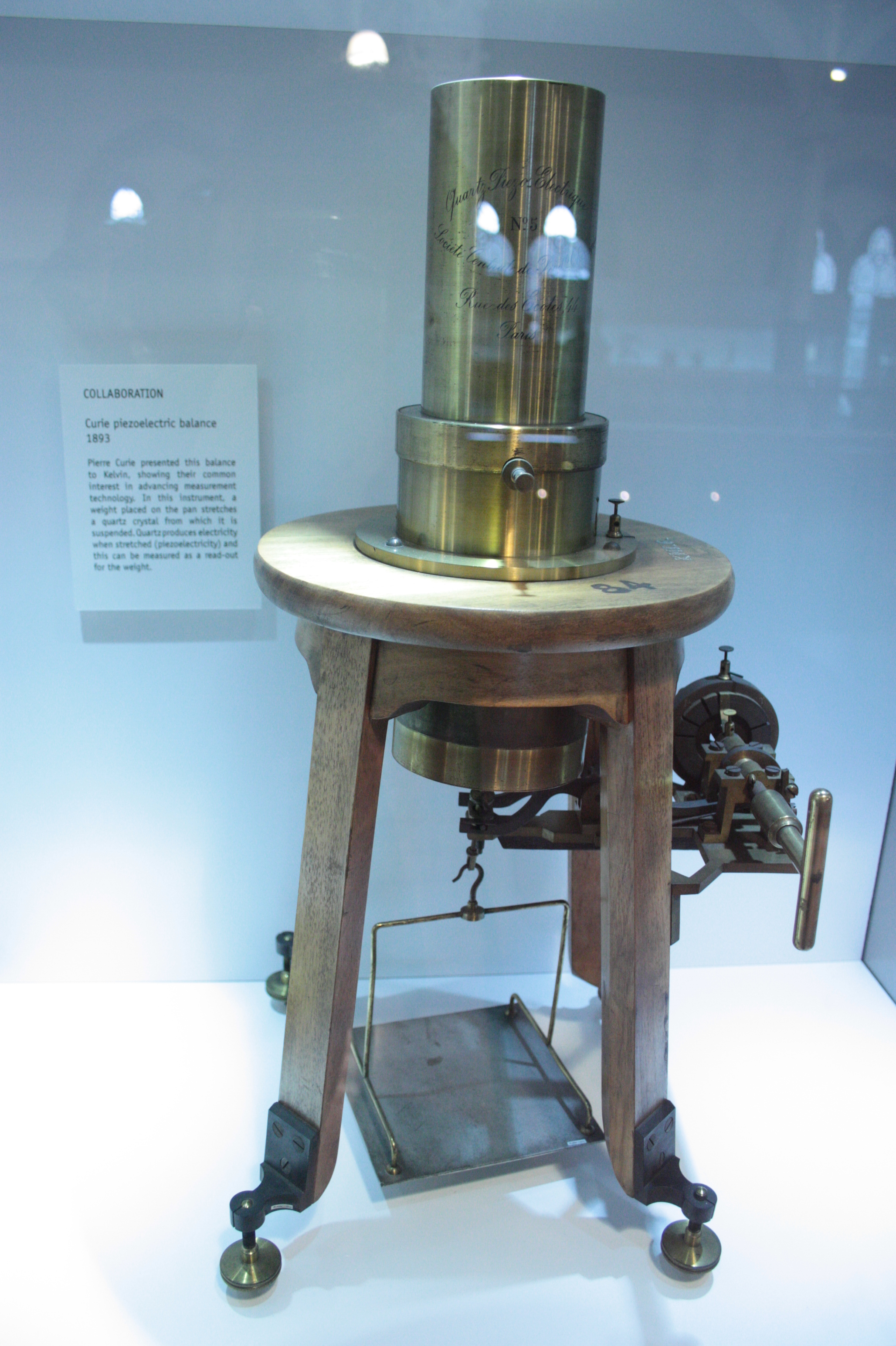
Balanță piezoelectrică

Piezoelectricitatea este o sarcină electrică care se acumulează în anumite materiale solide - cum ar fi cristale, anumite ceramice și materie biologică, cum ar fi oasele, ADN-ul și diferite proteine - ca răspuns la stresul mecanic aplicat. Cuvântul piezoelectricitate înseamnă electricitate rezultată din presiune și căldură latentă. Este derivat din greaca veche πιέζω (piézō) „a strânge sau apăsa” și ἤλεκτρον (ḗlektron) „chihlimbar” (o sursă străveche de curent electric).
Efectul piezoelectric rezultă din interacțiunea electromecanică liniară dintre stările mecanice și electrice din materialele cristaline fără simetrie de inversare. Efectul piezoelectric este un proces reversibil: materialele care prezintă efectul piezoelectric prezintă, de asemenea, efectul piezoelectric invers, generarea internă a unei solicitări mecanice rezultată dintr-un câmp electric aplicat.( De exemplu, cristalele de titanat de zirconat de plumb vor genera piezoelectricitate măsurabilă atunci când structura lor statică este deformată cu aproximativ 0,1% din dimensiunea originală. În schimb, aceleași cristale se vor schimba cu aproximativ 0,1% din dimensiunea lor statică atunci când se aplică un câmp electric extern. Efectul piezoelectric invers este utilizat în producerea undelor cu ultrasunete.)

## Istoric
În 1880, Jacques si Pierre Curie au observat ca aplicarea de presiune asupra unui cristal de cuarț rezultă în apariția unei sarcini electrice în cristal. Cei doi fizicieni au denumit efectul observat piezo de la verbul grecesc piezein (a presa).
Fizicienii francezi Jacques și Pierre Curie au descoperit piezoelectricitatea în 1880. Efectul piezoelectric a fost exploatat în multe aplicații utile, inclusiv producerea și detectarea sunetului, imprimarea piezoelectrică cu jet de cerneală, generarea de electricitate de înaltă tensiune, ca generator de ceas în dispozitive electronice, în microbalanțe, pentru a conduce o duză cu ultrasunete și în focalizarea ultrafină a ansamblurilor optice. Acesta formează baza pentru microscoapele cu sondă de scanare care rezolvă imagini la scara atomilor. Este folosit în pickup-urile unor chitare amplificate electronic și ca declanșatori în majoritatea tobelor electronice moderne. Efectul piezoelectric are, de asemenea, utilizări de zi cu zi, cum ar fi generarea de scântei pentru a aprinde dispozitivele de gătit și încălzire cu gaz, torțe și brichete.